# Night Shift
Najt Šift je hard rok bend,osnovan u Beogradu, Srbija.

## Prva decenija (1991—2001)
Za datum osnivanja se uzima 11. Januar 1991. kada je bend održao svoj prvi nastup. Osnovali su ga braća Milan i Danijel Šćepanović, a sa njima i Marko Dacić. Par godina kasnije,od 1993,bend počinje sa nastupima širom Jugoslavije.
Tokom 1999. i 2000. bend je doživeo sve veću popularnost. Bili su na turneji i počeli su sa snimanjem prvog studijskog albuma.

## Godine popularnosti (2002 - 2011)
Prvi album koji su izdali , ’’Undercovers’’,bio je album sa obradama pesama grupa kao što su: Eurythmics, Sade, The Stanglers, Peter Gabriel, Everything but the Girl, The Doors, Ricky Martin, Prince i Trent D`Arby. Na albumu su gostovali i Dejan Cukić i Ivana Pavlović iz grupe Negativ kao prateći vokali. Ovaj album iz 2002. je izdat pod pokroviteljstvom PGP-RTS-a i dočekale su ga pozitivne kritike. U isto vreme,njihova obrada pesme „Ti si sav moj bol ” od Ekaterine Velike se našla na albumu „Kao da je bilo nekad… Posvećeno Milanu Mladenoviću”. Nakon izdavanja albuma prvenca, bend je otišao na turneju pod nazivom „No Ordinarz Tour”,a održali su koncerte i na Belgrade Beer Fest-u, Novi Sad EXIT festivalu i Zaječar Gitarijada festivalu. Nastup koji je snimljen 2004. u Studentskom kulturnom centru u Beogradu, objavljen je na DVD-u. U toku iste godine, bend se pojavio na godišnjem festivalu Beovizija sa pesmom „Daj mi snage“, a pri tome je sa njima sarađivala i Teodora Bojović. Bend je nomiovan za bend godine na pomenutom festivalu.
Nakon turneje, Najt Šift počinje snimanje drugog albuma. Međutim, 2007. godine gitarista Marko Dacić napušta bend, a na njegovo mesto dolazi Branislav Vukobradović. Bend će u obnovljenom sastavu početi snimanje novog albuma i završiće ga krajem januara 2009. Album pod nazivom Bez zakona je i zvanično pušten u prodaju 13. oktobra 2009. pod pokroviteljstvom izdavačke kuće Multimedia Records. Album sadrži devet pesama, uključujući i izmenjenu verziju singla „Daj mi snage“.Kao gosti ,na albumu su se pojavili: Marko Dacić, Teodora Bojović, kao i gudački kvartet Intermezzo. Kao i prethodni ,i ovaj album su dobro prihvatili slušaoci i kritika. Prvi spot za pesmu sa svog albuma je snimljen u Hali 1 Beogradskog sajma za pesmu „Snovi“.Posle snimanja albuma, bend je ponovo otišao na pomotivnu turneju.
Kao podgrupa na koncertu Guns N' Roses-a nastupili su u oktobru 2010. godine,dok je u novembru iste godine singl „Snovi“ vrlo brzo došao do četvrtog mesta na Jelen Top 10 listi. Početkom 2011, „Bez zakona “je izglasan na 9. mesto najboljih domaćih albuma 2010. od strane članova Popboks-a.

## Diskografija

### Studijski albumi
- (2002)
- Bez zaklona (2009)

### Video albumi
-No Ordinary DVD (2005)

### Ostali nastupi
- "Ti si sav moj bol" (Kao da je bilo nekad ... Posvećeno Milanu Mladenoviću;2002)
- "Daj mi snage"(sa Teodorom Bojović na ‘’Beoviziji 2004’’; 2004)